# Scythris ventosella
Scythris ventosella is een vlinder uit de familie dikkopmotten (Scythrididae). De wetenschappelijke naam is voor het eerst geldig gepubliceerd in 1907 door Chretien.
De soort komt voor in Europa.